# ساپویس
ساپویس (انگلیسی: Sapuyes) یک منطقه مسکونی در کلمبیا است.